# Флаг муниципального округа Ревда
Флаг муниципального образования городской округ Ревда́ Свердловской области Российской Федерации является, наряду с гербом, основным опознавательно-правовым знаком муниципального образования, составленным и употребляемым в соответствии с правилами вексиллологии. Флаг служит символом городского округа Ревда, города Ревды как центра муниципального образования, символом единства его населения, прав и процесса местного самоуправления.
27 марта 2002 года, решением Ревдинской районной Думы № 227, было утверждено Положение «О гербе и флаге МО „Ревдинский район“» и создана конкурсная комиссия для рассмотрения поступающих предложений по изображению герба и флага муниципального образования «Ревдинский район».
29 мая 2002 года, решением Ревдинской районной Думы № 231, рассмотрев представленный проект изображения флага муниципального образования «Ревдинский район» согласованный в Геральдическом совете при Президенте Российской Федерации, был утверждён рисунок флага (сам рисунок не приводился) и его описание. Данный флаг был внесён в Государственный геральдический регистр Российской Федерации с присвоением регистрационного номера 1084 как флаг муниципального образования «Ревдинский район» и города Ревды.
В ходе муниципальной реформы 2006 года, муниципальное образование «Ревдинский район», вместе с городом Ревдой, преобразовано в муниципальное образование городской округ Ревда.
31 октября 2012 года, решением Думы городского округа Ревда № 81, решение Ревдинской районной Думы № 227 признано утратившим силу и данный флаг утверждён флагом городского округа Ревда.
В этот же день, решением Думы городского округа Ревда № 82, в названии и далее по тексту решения Ревдинской районной Думы № 231 наименование муниципального образования «Ревдинский район» изменено на городской округ Ревда, а также добавлено графическое изображение флага.

## Описание
«Полотнище с соотношением сторон 2:3 разделено по вертикали на две равные части — белую и зелёную, несёт изображение фигур городского округа Ревда: зелено-белый знак железа, поддерживаемый чёрным медведем и белым соболем, и имеет вдоль нижнего края полосу в 1/5 высоты полотнища, также разделённое по вертикали на две равные части — зелёную и белую».

## Обоснование символики
Гора — указание на Уральские горы вообще и ближайшие окрестности города в частности.
Деление полотнища — знак географического положения города Ревды на границе Европы и Азии.
Кольцо с наконечником стрелы, идущее от символического обозначения железа, указывает на значение слова «ревда» — железо, давшее название городу и району.
Зелёный цвет в верхней части полотнища — указание на природные богатства края, а в нижней — указание на залежи меди, давшие начало развитию города.
Медведь и соболь указывают на пограничное положение города между Европой и Азией, а соболь, кроме того, — знак принадлежности к Свердловской области и указание на роль заводчиков Демидовых в развитии края.